# St. Augustine South (Florida)
St. Augustine South is een plaats (census-designated place) in de Amerikaanse staat Florida, en valt bestuurlijk gezien onder St. Johns County.

## Demografie
Bij de volkstelling in 2000 werd het aantal inwoners vastgesteld op 5035.

## Geografie
Volgens het United States Census Bureau beslaat de plaats een oppervlakte van
4,5 km², geheel bestaande uit land.

## Plaatsen in de nabije omgeving
De onderstaande figuur toont nabijgelegen plaatsen in een straal van 12 km rond St. Augustine South.